# Penelopides
Penelopides – rodzaj ptaków z rodziny dzioborożców (Bucerotidae).

## Zasięg występowania
Rodzaj obejmuje gatunki występujące endemicznie w Filipinach.

## Morfologia
Długość ciała 45 cm; masa ciała samic 470–514 g, samców 395–584 g.

## Systematyka

### Etymologia
Penelopides (Pehelopides): być może od łac. pene „prawie, blisko”; gr. λοφος lophos „czub”; -οιδης -oidēs „przypominający”; w aluzji do piór na nosie w kształcie pióropusza dzioborożca maskowego; może to również być błąd w pisowni.

### Podział systematyczny
Do rodzaju należy pięć występujących współcześnie gatunków:
- Penelopides panini (Boddaert, 1783) – dzioborożec maskowy
- Penelopides samarensis Steere, 1890 – dzioborożec samarski
- Penelopides affinis Tweeddale, 1877 – dzioborożec mindanajski
- Penelopides manillae (Boddaert, 1783) – dzioborożec luzoński
- Penelopides mindorensis Steere, 1890 – dzioborożec mindorski